# カーリン・アイルズ
カーリン・アイルズ（Carlin Isles、1989年11月21日 - ）は、アメリカ合衆国のラグビー選手。

## プロフィール
- アメリカ・マシロン出身[1]。
- ポジションはウィング(WTB)。
- 身長 173cm、体重 75kg

## 略歴
2014年、グラスゴー・ウォリアーズに加入。
2016年、リオ五輪の7人制アメリカ代表に選ばれた。
そして2021年、東京五輪の7人制アメリカ代表に選ばれた。